# Prosopocoilus jenkinsi
Prosopocoilus jenkinsi es una especie de coleóptero de la familia Lucanidae. Presenta las subespecies Prosopocoilus jenkinsi jenkinsi y Prosopocoilus jenkinsi sukitti.

## Distribución geográfica
Habita en Maharashtra, Assam, Bután, Birmania y Tailandia.